# 도미누스 (비디오 게임)
《도미누스》(Dominus)는 비주얼 콘셉츠가 개발한 실시간 전략 게임으로, 1994년 도스 플랫폼용으로 출시되었다.

## 게임플레이
게임은 중세 판타지 세계를 배경으로 한다. 플레이어는 여러 지역에서 동시다발적으로 공격하여 침입하는 왕국들로부터 자신의 왕국을 지켜야하는 왕을 통제한다. 침입자들은 외딴 마을에서 성벽 안으로 이동하기 시작한다. 플레이어는 덫을 놓거나 몬스터를 배치시키는 등의 일을 통해 왕국을 방어한다.

## 평가
| 평가                                                     |       |
| -------------------------------------------------------- | ----- |
| 평론 점수 평론사 점수 CGW [ 1 ] PC 게이머 (US) 75% [ 2 ] |       |
| 평론 점수                                                |       |
| 평론사                                                   | 점수  |
| CGW                                                      | [ 1 ] |
| PC 게이머 (US)                                           | 75%   |